# Värmlandsbro
Värmlandsbro è un'area urbana della Svezia situata nel comune di Säffle, contea di Västra Götaland.
La popolazione rilevata nel censimento 2010 era di 501 abitanti .